# Eschatura lactea
Eschatura lactea är en fjärilsart som beskrevs av Turner 1897. Eschatura lactea ingår i släktet Eschatura och familjen plattmalar. Inga underarter finns listade i Catalogue of Life.